# Abbaye de Lilienfeld
L'abbaye de Lilienfeld (littéralement abbaye du champ des lis, en allemand Stift Lilienfeld) est une abbaye cistercienne située en Autriche dans la ville de Lilienfeld.

## Histoire
L'abbaye, relevant de l'ordre de Cîteaux, a été fondée en 1202, grâce à une donation du duc Léopold VI d'Autriche. Elle est fille de l'abbaye de Heiligenkreuz et appartient donc à la filiation de l'abbaye de Morimond en France. Ses premiers moines viennent de l'abbaye de Heiligenkreuz. En 1217, le duc Léopold part en croisade avec le roi André II de Hongrie. Au retour, il offre à l'abbaye une relique de la sainte croix, encore conservée aujourd'hui. L'église abbatiale originale est consacrée en 1230.
Durant le Moyen Âge, un nombre important de manuscrits son copiés ou rédigés, dont le célèbre Concordantiae Caritatis de l'abbé Ulrich von Lilienfeld.
Au XVIe siècle, le monastère connaît une décadence spirituelle ; ainsi, on ne compte plus que six moines en 1587. La réforme catholique permet une renaissance et un épanouissement au XVIIe siècle. Les bâtiments du monastère sont rénovés et agrandis au XVIIe siècle : l'église est rénovée entre 1641 et 1716 dans un style baroque, et une bibliothèque, une hôtellerie, une chambre de l'Empereur sont ajoutés. Un clocher est également ajouté au XVIIIe siècle.
L'empereur Joseph II, empreint des idées du despotisme éclairé, fait fermer l'abbaye en 1789, mais son successeur Léopold II la fait rouvrir un an plus tard. Une partie de l'abbaye est la proie d'un incendie en 1810, et l'abbé Johann Ladislaus Pyrker (de) initie et dirige la reconstruction. Cet abbé devient ensuite patriarche de Venise et archevêque de Eger en Hongrie. En 1826, le jardin botanique est ajouté ; il comporte des arbres et arbuste d'essences rares.
Le pape Paul VI attribue à l'église abbatiale le titre de basilique mineure en 1976.

## Les bâtiments
L'abbaye est un chef-d'œuvre du Moyen Âge et de l'art baroque de l'Europe centrale.
La partie centrale des l'abbaye, construite avant le XVIIe siècle, est construite sur le plan traditionnel des abbayes cisterciennes. Un ensemble de bâtiments sont ajoutés au XVIIe siècle, qui entourent le complexe central.
Une vingtaine de moines sont actifs à l'abbaye, elle compte aussi une dizaine d'employés, et un ensemble de gestionnaires du domaine forestier. Des activités culturelles ont lieu régulièrement dans les lieux. Certaines des salles du monastère, notamment le Cellarium qui date pour l'essentiel du XIIIe siècle et servait de réserve ou cave, est loué pour des manifestations diverses.

## La bibliothèque

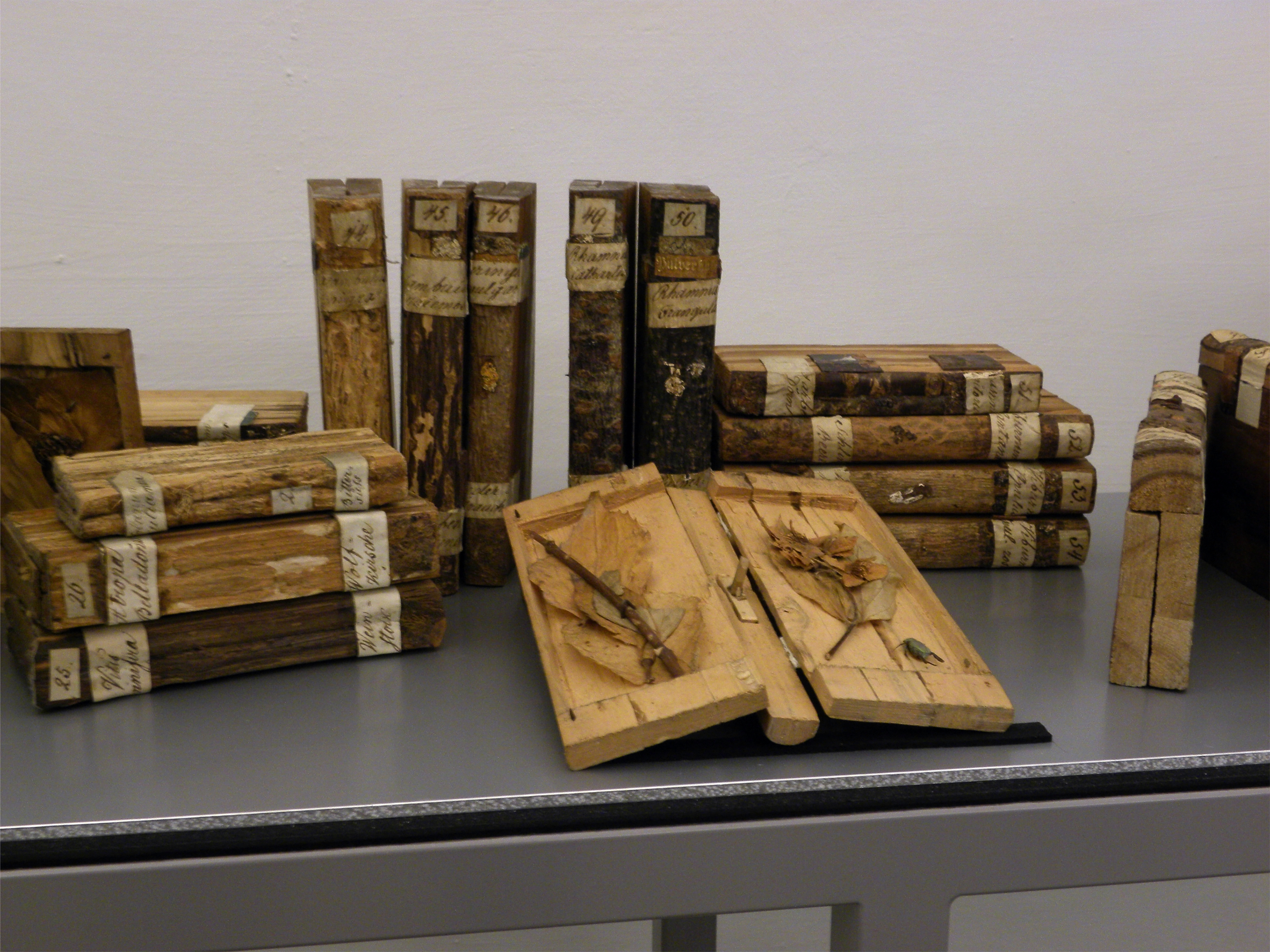
Xylothèque.

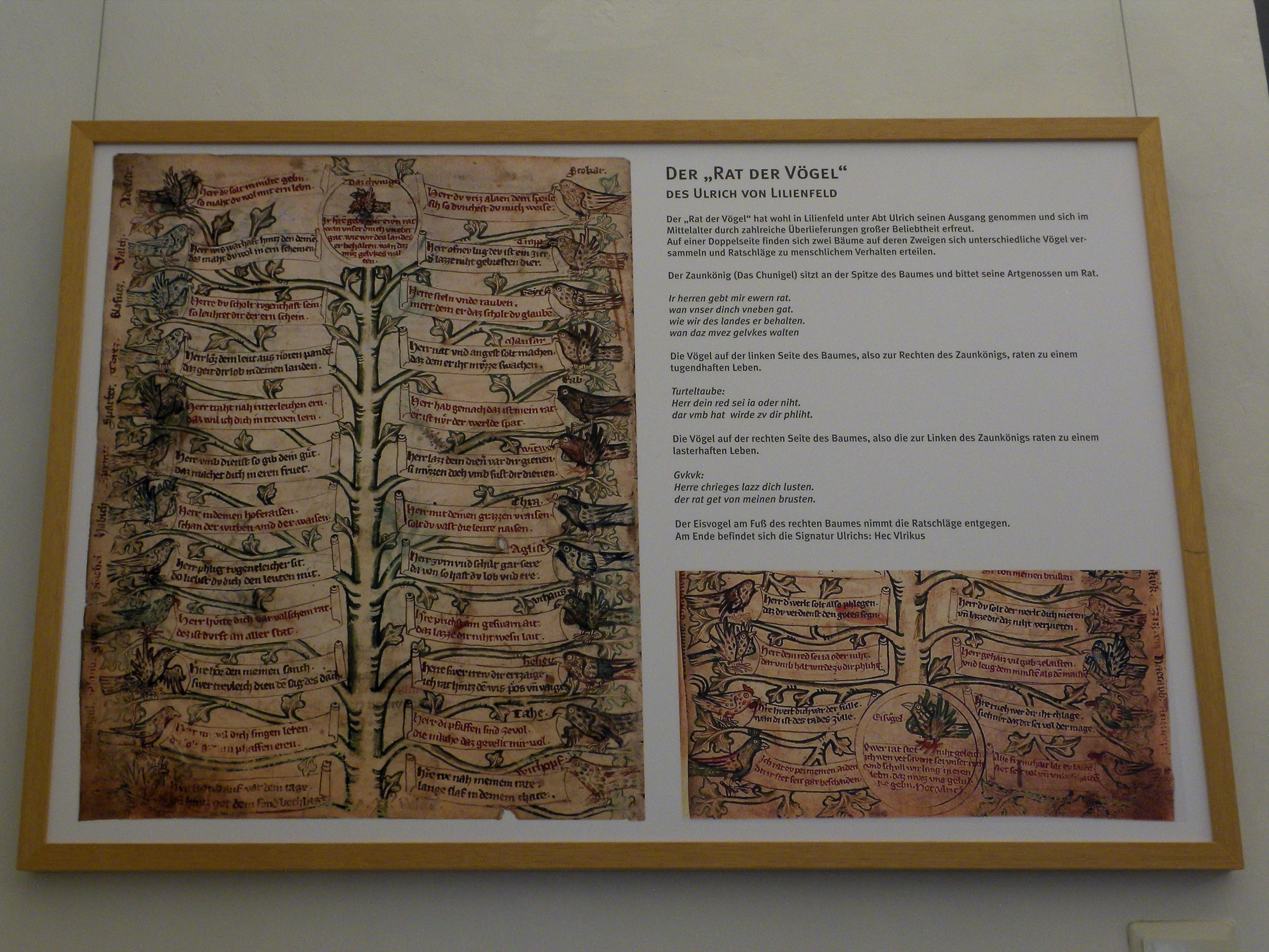
Le conseil des oiseaux, folios 256v-257r de la Concordantiae Caritatis.

La bibliothèque, logée dans un local au plafond et aux décors baroques, contient un nombre important de manuscrits (229) et incunables (120) et environ 40 000 imprimés. Parmi les ouvrages, il y a notamment la Concordantiae Caritatis, une xylothèque de Candid Huber. Parmi les moines auteurs d'ouvrages importants, il y a en plus d'Ulrich aussi un certain Christan von Lilienfeld (fin XIIIe et début XIVe siècle). Le scriptorium  initial de l'abbaye qui, dans le plan cistercien, est localisé proche du calefactorium a disparu lors des restructurations et de l'incendie de 1810.
La bibliothèque actuelle est située dans l'aile sud du bâtiment de l'abbaye, construite par l'abbé Ignace Krafft (1622-1638). Elle comprend quatre pièce. La salle principale de 136 mètres carrés a été vers 1700 pour la protéger contre le feu. Le plafond est richement décoré, notamment de dix-sept fresques figurant des membres de l'ordre des cisterciens.
La brève fermeture du monastère sous l'empereur Joseph II en mars 1789 fut un événement important également pour la bibliothèque. Presque la totalité des livres de la bibliothèque a été confisquée, dont une grande partie a été confiée à la bibliothèque de l'Université de Vienne. Parmi eux, des livres avec des gravures de cuivre réalisées par les moines du monastère. Un inventaire de la bibliothèque datant de 1786 note la présence de 15 000. Après la reconstruction du monastère en 1790, la bibliothèque a été reconstituée. Certains des livres proviennent du Paulanerkloster (Couvent des Minimes) près de Vienne, dissout vers 1780, beaucoup plus nombreux étaient les 2 000 volumes, parmi lesquels 47 manuscrits, qui ont été récupérés des biens du  monastère bénédictin de Klein-Mariazell (de), lui-même dissous en 1782. Certains volumes d'avant 1789 ont été rachetés plus tard. La collection actuelle de la bibliothèque compte environ 40 000 volumes, la collection de manuscrits couvre 229, la collection d'incunables 120 volumes.
Les manuscrits de la bibliothèque sont numérisés.

## Le Lilienfelderhof
Dans le cadre de sa dotation, le duc Léopold VI d'Autriche a accordé à l'abbaye des terres autour de Pfaffstätten, entre Baden et Gumpoldskirchen, sur laquelle les moines ont érigé un domaine clos (connu sous le nom de « Grange cistercienne »). Ce domaine, le Lilienfelderhof (en), comprenant une église gothique, une maison de maître, et de nombreux autres bâtiments, a été acquis en 2006 par la Fondation privée de la Chartreuse de Gaming via un bail de 99 ans. La propriété et ses vignobles sont en cours de restauration et de revitalisation.

## Galerie

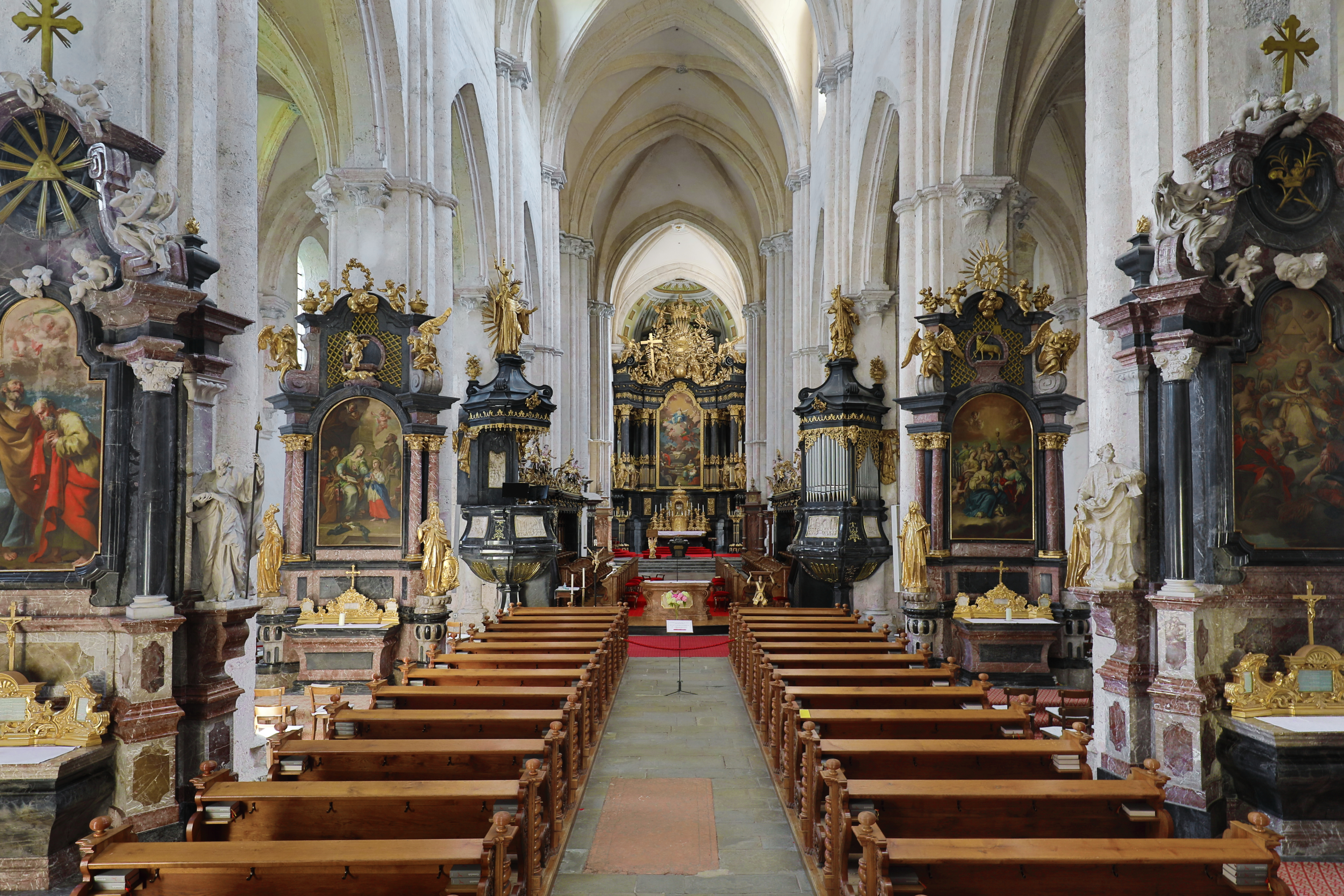
Église abbatiale
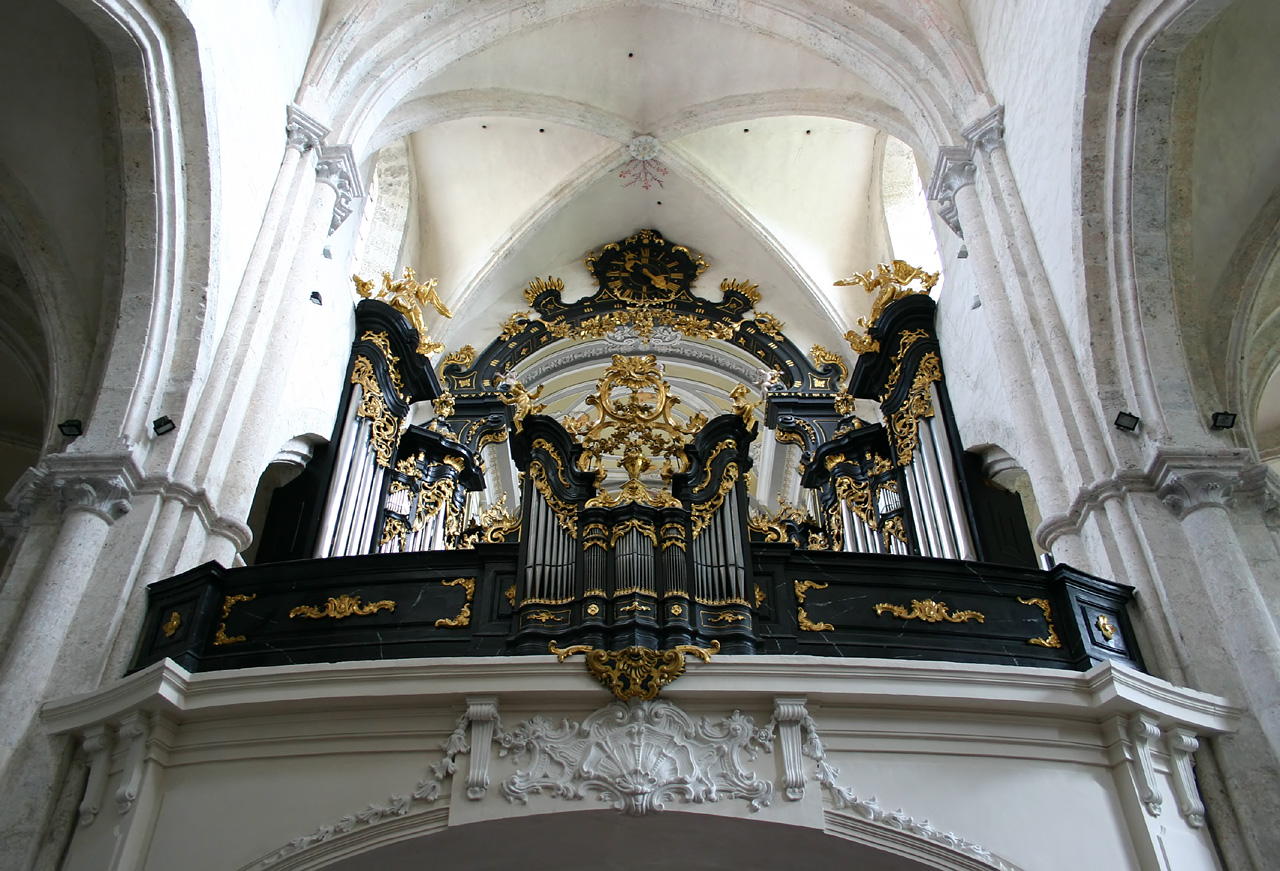
Orgue
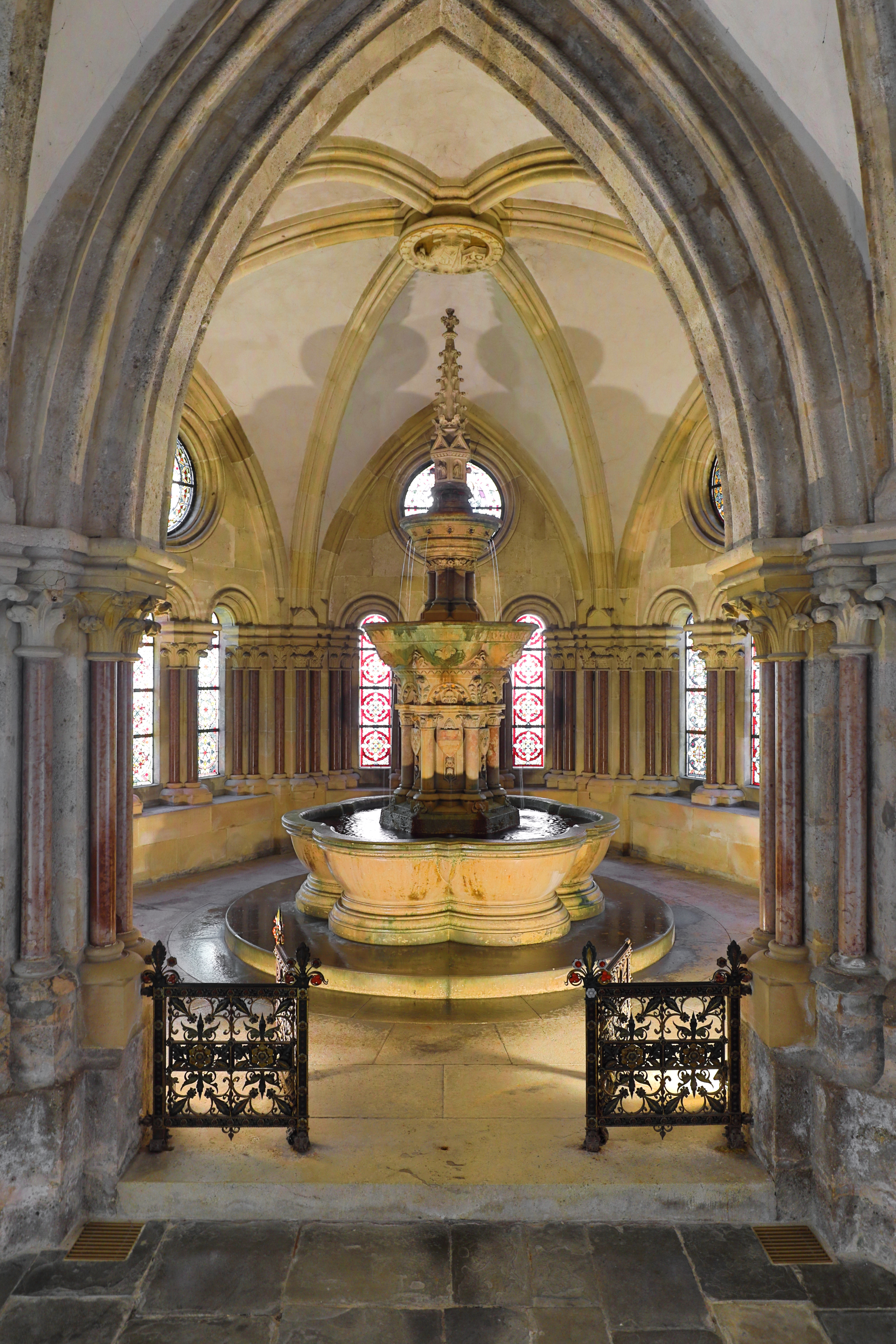
Fontaine maison
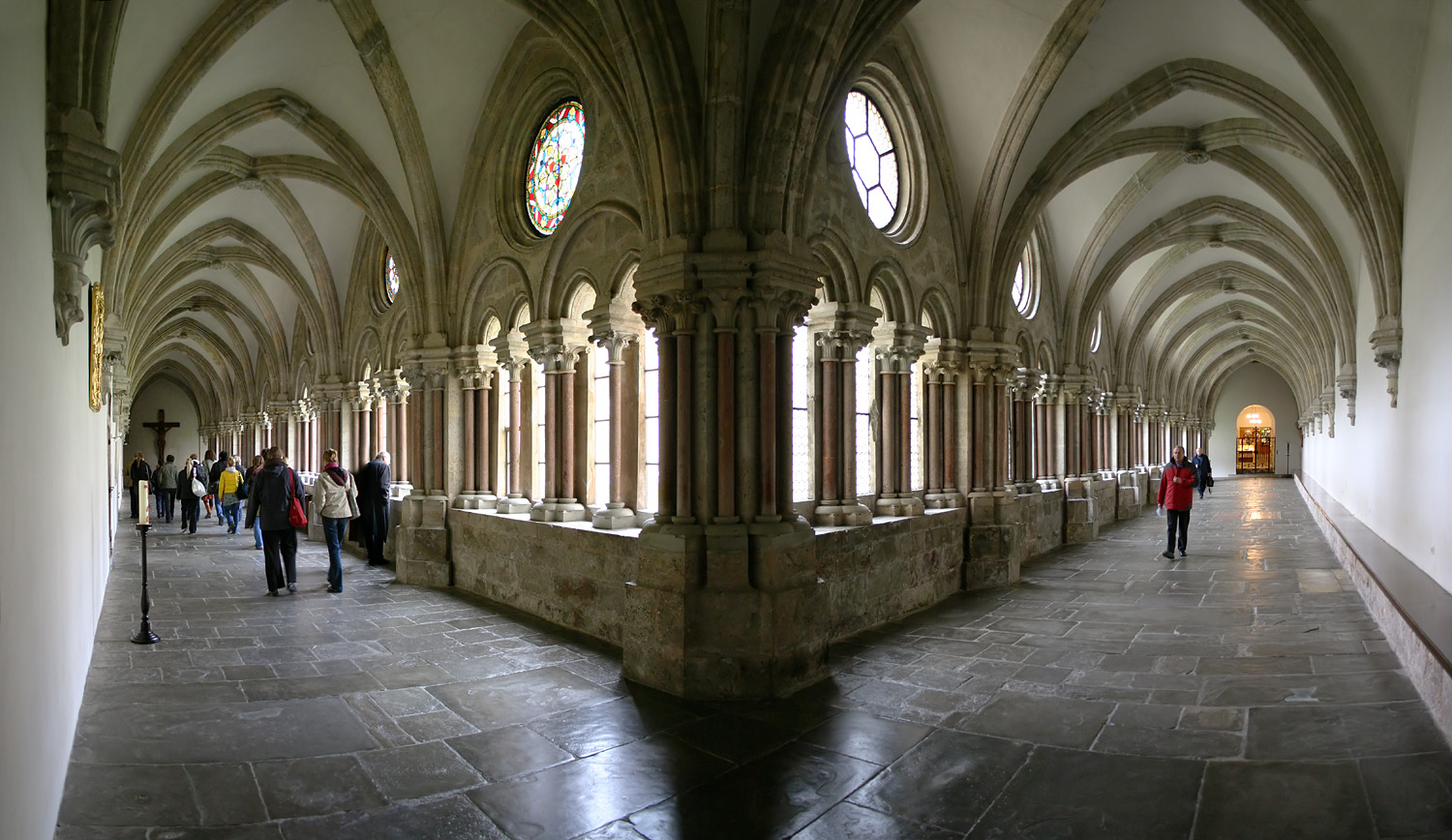
Cloître
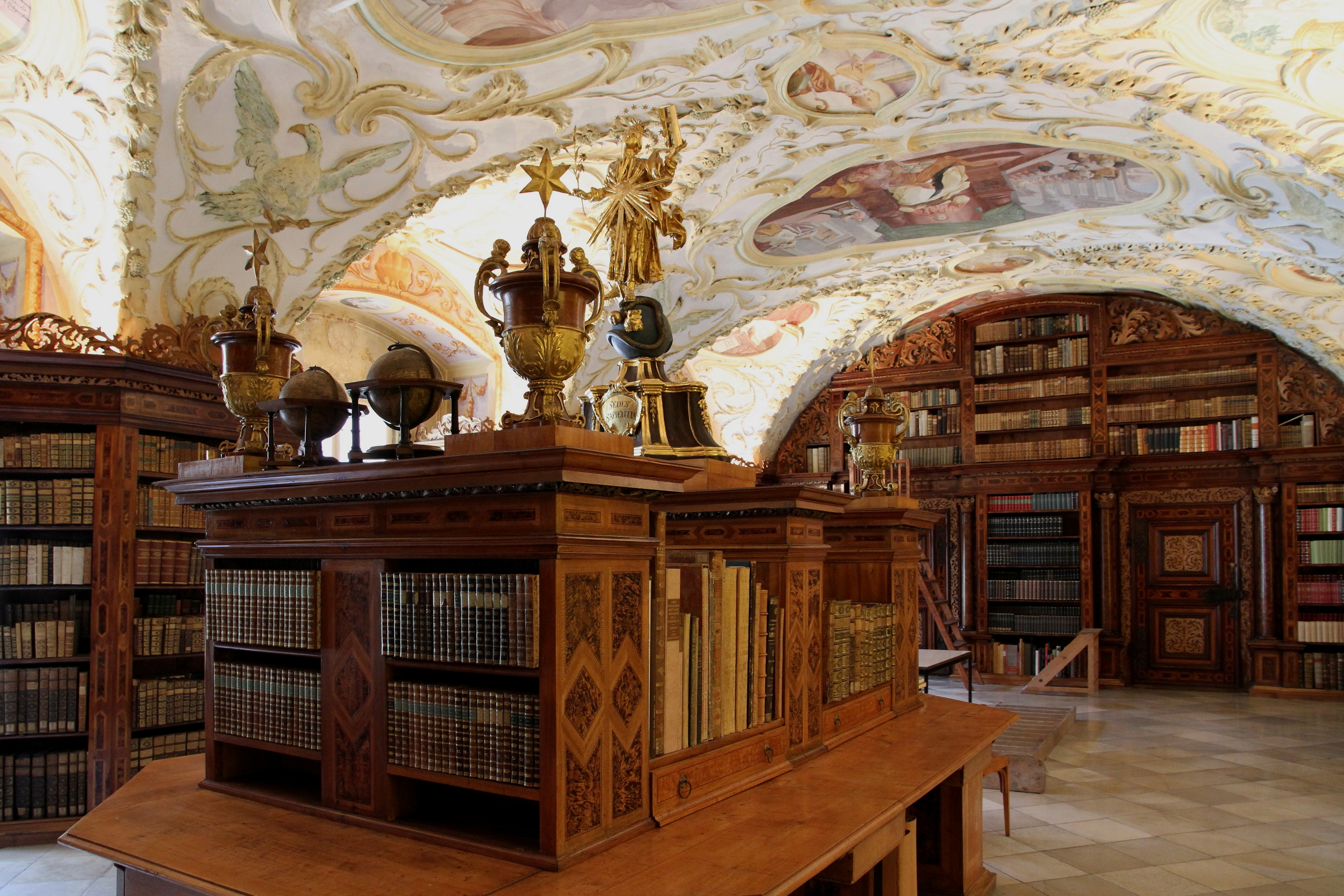
Bibliothèque

## Articles liés
- Ulrich von Lilienfeld
- Chartreuse de Gaming
- Xylothèque
- (de) Topographia Austriacarum: Lilienfeld (Wikisource germanophone)